# Maurice Exelmans
Pour les articles homonymes, voir Exelmans.
Joseph Maurice Exelmans, né le 19 avril 1816 à Ixelles au Royaume des Pays-Bas et décédé le 25 juillet 1875 à Rochefort en Charente-Maritime, est un officier de marine français.

## Biographie
Maurice Exelmans, quatrième enfant du maréchal Rémy Exelmans, entre major à l'École navale en 1831. Aspirant en 1832, il navigue en mer du Nord sur la Junon puis aux Antilles sur l'Atlante et le Capricorne. Il est ensuite à La Havane sur le Cérès et au Levant sur le Sylphe. Il est promu enseigne de vaisseau en 1837 et fait campagne en Algérie, en Atlantique Sud et en Pacifique sur la corvette La Favorite. Il commande en mer Méditerranée la 95e compagnie sur le vaisseau de 120 canons Le Souverain. Il est ensuite à la station de Livourne sur le Grenadier. Lieutenant de vaisseau en 1843, il est au Levant sur le Cassini. Il commande le Pingouin en Méditerranée puis la station de Constantinople sur l'Arverne.
En 1851, il est aide de camp du ministre de la Marine, capitaine de frégate puis officier d'ordonnance du prince-président Napoléon III. Il commande la Reine-Hortense et participe aux opérations de la Baltique et à la guerre de Crimée. Capitaine de vaisseau en 1855, il commande l'Impétueuse, participe à la campagne d'Italie (1859) et au blocus de Venise. Il commande ensuite l'Alexandre en Méditerranée.

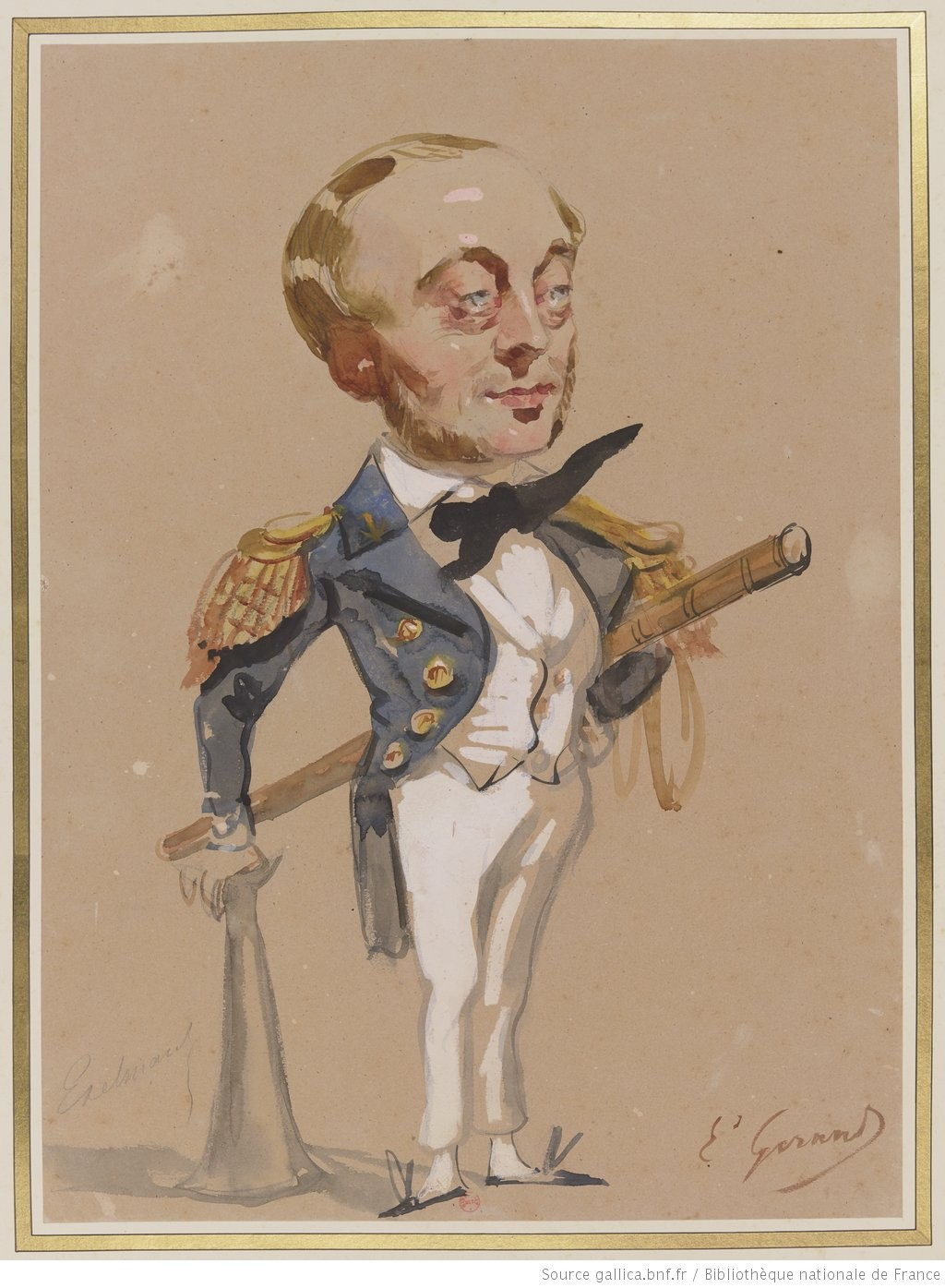

Il est promu contre-amiral le 27 janvier 1864. En 1866, il commande en sous-ordre une division de l'escadre d'évolution, avec son pavillon sur la frégate cuirassée Normandie.
En 1870, le gouvernement français décide de constituer sur le Rhin une flottille de batteries flottantes et en confie la création à Maurice Exelmans. Du fait du siège de Strasbourg, l'armement, venant de Toulon et de Cherbourg, ne peut arriver sur place. L'amiral demande à se battre à terre. À la tête de 3 000 hommes, dont initialement 43 marins d'origine, il est chargé des fronts nord de la ville, comprenant la presqu'île de Contades. Bien que peu aguerris, ses marins se battent avec une ténacité exceptionnelle et leur combat ne cesse qu'avec la reddition de Strasbourg. Par décret du 6 octobre 1870, il est fait grand officier de la Légion d'honneur.
Maurice Exelmans est nommé en 1873 membre du Conseil d'Amirauté et l'année suivante vice-amiral, préfet maritime de l'arrondissement de Rochefort, résidence où il trouve la mort dans un accident de cheval. Il est le père de l'amiral Antoine Exelmans et du général Octave Exelmans.

### Sources et bibliographie
- Archives de la Compagnie de Suez, rapport de l'amiral Exelmans concernant l'éclairage du canal, 1867-1870, 1995060-4600
- Contre-amiral Le Potier, Les marins de l'amiral Exelmans au siège de Strasbourg, dans Revue historique des armées, no 1, 1971
- J.-P. Klein, « La vie quotidienne et la lutte à outrance pendant le siège de 1870 », dans Revue historique des armées, no 1, 1973
- J. Nouzille, « Le dernier siège de Strasbourg (11 août-28 septembre 1870) », dans Revue historique des armées, no 3, 1981
- « La Marine nationale sur le Rhin, des débuts mouvementés », Dernières Nouvelles d'Alsace, 22 juillet 2008